# حكمت هاشموف
حكمت هاشموف هو لاعب كرة قدم أوزبكستاني في مركز الوسط، ولد في 12 نوفمبر 1979 في الاتحاد السوفيتي. شارك مع منتخب أوزبكستان لكرة القدم. أما مع النوادي، فقد لعب مع ميتالورج بيكاباد ونادي بونيودكور ونادي سوغديانا جيزك ونادي لوكوموتيف طشقند ونادي نسف قرشي.

## وصلات خارجية
- حكمت هاشموف على موقع قاعدة بيانات كرة القدم.إي يو (الإنجليزية)
- حكمت هاشموف على موقع ناشيونال فوتبول تيمز (الإنجليزية)
- حكمت هاشموف على موقع Soccerway.com (الإنجليزية)